# Lake Hamilton (Florida)
Lake Hamilton è un comune degli Stati Uniti d'America, situato nello Stato della Florida, nella contea di Polk.